# Campeonato Mundial de Rugby Juvenil 2017
El Campeonato Mundial de Rugby Juvenil de 2017 fue la décima edición de la Copa Mundial. El principal torneo de selecciones juveniles masculinas de rugby que organiza la World Rugby (WR) se disputó en Georgia desde el 31 de mayo hasta el 18 de junio.
Los partidos se llevaron a cabo en el Avchala Stadium y el Mikheil Meskhi Stadium de Tbilisi (Tiflis) y en el Kutaisi Stadium de Kutaisi.

## Equipos participantes
| - Australia - Gales - Inglaterra - Samoa | - Escocia - Irlanda - Italia - Nueva Zelanda | - Argentina - Francia - Georgia - Sudáfrica |

Al finalizar los partidos en cada grupo, la clasificación para la siguiente etapa se define del siguiente modo:
- los primeros de cada grupo y el mejor segundo, dirimen los puestos 1.º al 4.º.
- los dos segundos restantes y los dos mejores terceros, dirimen los puestos 5.º al 8.º.
- los cuatro equipos restantes dirimen los puestos 9.º a 12.º.

Si hubiere empate en puntos, se aplicarán los siguientes criterios de desempate:
1. el ganador del partido jugado entre ambos equipos;
2. el equipo con mejor diferencia de tantos a favor y en contra;
3. el equipo con mejor diferencia de tries a favor y en contra;
4. el equipo que marcó más tantos a favor;
5. el equipo que marcó más tries;
6. mediante la suerte arrojando una moneda.

## Grupo A

### Posiciones
| Pos. | Equipo     | Encuentros | Encuentros | Encuentros | Encuentros | Tantos  | Tantos    | Tantos     | Puntos Bonus | Puntos Totales |
| Pos. | Equipo     | jugados    | ganados    | empatados  | perdidos   | a favor | en contra | diferencia | Puntos Bonus | Puntos Totales |
| ---- | ---------- | ---------- | ---------- | ---------- | ---------- | ------- | --------- | ---------- | ------------ | -------------- |
| 1    | Inglaterra | 3          | 3          | 0          | 0          | 128     | 58        | + 70       | 2            | 14             |
| 2    | Australia  | 3          | 2          | 0          | 1          | 76      | 63        | + 13       | 2            | 10             |
| 3    | Gales      | 3          | 1          | 0          | 2          | 93      | 78        | + 15       | 2            | 6              |
| 4    | Samoa      | 3          | 0          | 0          | 3          | 63      | 161       | - 98       | 1            | 1              |

Nota: Se otorgan 4 puntos al equipo que gane un partido y 2 al que empate
Puntos Bonus: 1 punto por convertir 4 tries o más en un partido y 1 al equipo que pierda por no más de 7 tantos de diferencia
|  | Clasificación del 1.º al 4.º puesto |

|  | Clasificación del 5.º al 8.º puesto |

|  | Clasificación del 9.º al 12.º puesto |

### Resultados

#### Primera fecha
| 31 de mayo 13:00 | Inglaterra | 74 - 17 | Samoa |  |  |
|                  |            | Reporte |       |  |  |

| 31 de mayo 20:30 | Australia | 24 - 17 | Gales |  |  |
|                  |           | Reporte |       |  |  |

#### Segunda fecha
| 4 de junio 15:30 | Australia | 33 - 26 | Samoa |  |  |
|                  |           | Reporte |       |  |  |

| 4 de junio 20:30 | Inglaterra | 34 - 22 | Gales |  |  |
|                  |            | Reporte |       |  |  |

#### Tercera fecha
| 8 de junio 13:00 | Gales | 54 - 20 | Samoa |  |  |
|                  |       | Reporte |       |  |  |

| 8 de junio 20:30 | Inglaterra | 20 - 19 | Australia |  |  |
|                  |            | Reporte |           |  |  |

## Grupo B

### Posiciones
| Pos. | Equipo        | Encuentros | Encuentros | Encuentros | Encuentros | Tantos  | Tantos    | Tantos     | Puntos Bonus | Puntos Totales |
| Pos. | Equipo        | jugados    | ganados    | empatados  | perdidos   | a favor | en contra | diferencia | Puntos Bonus | Puntos Totales |
| ---- | ------------- | ---------- | ---------- | ---------- | ---------- | ------- | --------- | ---------- | ------------ | -------------- |
| 1    | Nueva Zelanda | 3          | 3          | 0          | 0          | 179     | 49        | + 130      | 3            | 15             |
| 2    | Escocia       | 3          | 2          | 0          | 1          | 69      | 86        | - 17       | 1            | 9              |
| 3    | Italia        | 3          | 1          | 0          | 2          | 64      | 106       | - 42       | 2            | 6              |
| 4    | Irlanda       | 3          | 0          | 0          | 3          | 52      | 123       | - 71       | 2            | 2              |

Nota: Se otorgan 4 puntos al equipo que gane un partido y 2 al que empate
Puntos Bonus: 1 punto por convertir 4 tries o más en un partido y 1 al equipo que pierda por no más de 7 tantos de diferencia
|  | Clasificación del 1.º al 4.º puesto |

|  | Clasificación del 5.º al 8.º puesto |

|  | Clasificación del 9.º al 12.º puesto |

### Resultados

#### Primera fecha
| 31 de mayo 13:00 | Nueva Zelanda | 42 - 20 | Escocia |  |  |
|                  |               | Reporte |         |  |  |

| 31 de mayo 15:30 | Irlanda | 21 - 22 | Italia |  |  |
|                  |         | Reporte |        |  |  |

#### Segunda fecha
| 4 de junio 13:00 | Irlanda | 28 - 32 | Escocia |  |  |
|                  |         | Reporte |         |  |  |

| 4 de junio 15:30 | Nueva Zelanda | 68 - 26 | Italia |  |  |
|                  |               | Reporte |        |  |  |

#### Tercera fecha
| 8 de junio 13:00 | Escocia | 17 - 16 | Italia |  |  |
|                  |         | Reporte |        |  |  |

| 8 de junio 15:30 | Irlanda | 3 - 69  | Nueva Zelanda |  |  |
|                  |         | Reporte |               |  |  |

## Grupo C

### Posiciones
| Pos. | Equipo    | Encuentros | Encuentros | Encuentros | Encuentros | Tantos  | Tantos    | Tantos     | Puntos Bonus | Puntos Totales |
| Pos. | Equipo    | jugados    | ganados    | empatados  | perdidos   | a favor | en contra | diferencia | Puntos Bonus | Puntos Totales |
| ---- | --------- | ---------- | ---------- | ---------- | ---------- | ------- | --------- | ---------- | ------------ | -------------- |
| 1    | Sudáfrica | 3          | 2          | 1          | 0          | 133     | 51        | + 82       | 2            | 12             |
| 2    | Francia   | 3          | 2          | 1          | 0          | 103     | 48        | + 55       | 1            | 11             |
| 3    | Argentina | 3          | 1          | 0          | 2          | 76      | 124       | - 48       | 2            | 6              |
| 4    | Georgia   | 3          | 0          | 0          | 3          | 40      | 129       | - 89       | 0            | 0              |

Nota: Se otorgan 4 puntos al equipo que gane un partido y 2 al que empate
Puntos Bonus: 1 punto por convertir 4 tries o más en un partido y 1 al equipo que pierda por no más de 7 tantos de diferencia
|  | Clasificación del 1.º al 4.º puesto |

|  | Clasificación del 5.º al 8.º puesto |

|  | Clasificación del 9.º al 12.º puesto |

### Resultados

#### Primera fecha
| 31 de mayo 15:30 | Sudáfrica | 23 - 23 | Francia |  |  |
|                  |           | Reporte |         |  |  |

| 31 de mayo 18:00 | Argentina | 37 - 26 | Georgia |  |  |
|                  |           | Reporte |         |  |  |

#### Segunda fecha
| 4 de junio 13:00 | Argentina | 25 - 26 | Francia |  |  |
|                  |           | Reporte |         |  |  |

| 4 de junio 18:00 | Sudáfrica | 38 - 14 | Georgia |  |  |
|                  |           | Reporte |         |  |  |

#### Tercera fecha
| 8 de junio 15:30 | Argentina | 14 - 72 | Sudáfrica |  |  |
|                  |           | Reporte |           |  |  |

| 8 de junio 18:00 | Francia | 54 - 0  | Georgia |  |  |
|                  |         | Reporte |         |  |  |

## Ronda final

### Clasificación del 9.º al 12.º puesto
|  | Semifinales | Semifinales |    |                 | Final          | Final    |  |
|  | de junio    | de junio    |    |                 | de junio       | de junio |  |
|  |             |             |    |                 |                |          |  |
|  |             |             |    |                 |                |          |  |
|  | Irlanda     | 52          |    |                 |                |          |  |
|  | Samoa       | 26          |    |                 |                |          |  |
|  |             |             |    |                 |                |          |  |
|  |             |             |    |                 | por 9.º puesto |          |  |
|  |             |             |    |                 | Irlanda        | 24       |  |
|  |             | Georgia     | 18 |                 |                |          |  |
|  |             |             |    |                 |                |          |  |
|  |             |             |    |                 |                |          |  |
|  |             |             |    |                 | Tercer lugar   |          |  |
|  |             |             |    | por 11.º puesto |                |          |  |
|  | Argentina   | 25          |    | Samoa           | 42             |          |  |
|  | Georgia     | 26          |    |                 | Argentina      | 53       |  |

### Clasificación del 5.º al 8.º puesto
|  | Semifinales | Semifinales |    |                | Final          | Final    |  |
|  | de junio    | de junio    |    |                | de junio       | de junio |  |
|  |             |             |    |                |                |          |  |
|  |             |             |    |                |                |          |  |
|  | Australia   | 42          |    |                |                |          |  |
|  | Italia      | 19          |    |                |                |          |  |
|  |             |             |    |                |                |          |  |
|  |             |             |    |                | por 5.º puesto |          |  |
|  |             |             |    |                | Australia      | 17       |  |
|  |             | Escocia     | 24 |                |                |          |  |
|  |             |             |    |                |                |          |  |
|  |             |             |    |                |                |          |  |
|  |             |             |    |                | Tercer lugar   |          |  |
|  |             |             |    | por 7.º puesto |                |          |  |
|  | Escocia     | 29          |    | Italia         | 24             |          |  |
|  | Gales       | 25          |    |                | Gales          | 25       |  |

### Clasificación del 1.º al 4.º puesto
|  | Semifinales   | Semifinales   |    |                | Final          | Final    |  |
|  | de junio      | de junio      |    |                | de junio       | de junio |  |
|  |               |               |    |                |                |          |  |
|  |               |               |    |                |                |          |  |
|  | Inglaterra    | 24            |    |                |                |          |  |
|  | Sudáfrica     | 22            |    |                |                |          |  |
|  |               |               |    |                |                |          |  |
|  |               |               |    |                | por 1.º puesto |          |  |
|  |               |               |    |                | Inglaterra     | 17       |  |
|  |               | Nueva Zelanda | 64 |                |                |          |  |
|  |               |               |    |                |                |          |  |
|  |               |               |    |                |                |          |  |
|  |               |               |    |                | Tercer lugar   |          |  |
|  |               |               |    | por 3.º puesto |                |          |  |
|  | Nueva Zelanda | 39            |    | Sudáfrica      | 37             |          |  |
|  | Francia       | 26            |    |                | Francia        | 15       |  |

| Bandera de Nueva Zelanda |
| Campeón Nueva Zelanda    |
| Sexto título             |

## Posiciones finales
| Posición | Selección     |
| -------- | ------------- |
| 1        | Nueva Zelanda |
| 2        | Inglaterra    |
| 3        | Sudáfrica     |
| 4        | Francia       |
| 5        | Escocia       |
| 6        | Australia     |
| 7        | Gales         |
| 8        | Italia        |
| 9        | Irlanda       |
| 10       | Georgia       |
| 11       | Argentina     |
| 12       | Samoa         |